# 胡善围
胡善围，中國明朝女官，出身濟寧，明宣宗第一任皇后胡善祥的姐姐。
胡善围美貌出眾，才学极高。明太祖时，选入宫，成为女官。明成祖时，擔任尚宮局首席女官尚宫，她的父亲胡荣被封为锦衣卫百户。永乐十五年，妹妹胡善祥成为皇太孙妃。